# Cerimonia per un delitto
Cerimonia per un delitto (Eye of the Devil) è un film del 1966 diretto da J. Lee Thompson.

## Trama
Un mistero si cela dietro alla fertilità delle vigne di proprietà del marchese Philippe de Montfaucon; sua moglie Catherine ignara del tutto indaga scoprendo la verità. Molti personaggi strani vi sono nelle vicinanze della proprietà: l'arciere Christian de Caray e sua sorella Odile. Alla fine la donna dovrà cercare di salvare suo marito.